# ロバート・フォックスワース
ロバート・フォックスワース（Robert Foxworth、1941年11月1日 - ）は、アメリカ合衆国の俳優。テキサス州ヒューストン出身。

## 人物
1964年9月に女優マリリン・マコーミックと結婚。2子（一人は俳優のボー・フォックスワース）をもうけるも、1975年4月に離婚。1993年に女優エリザベス・モンゴメリーと結婚し、その死（1995年）まで添い遂げる。1998年8月に女優ステイシー・トーマスと結婚、現在（2022年5月）に至る。

## 出演作品
- トランスフォーマー/ダークサイド・ムーン（ラチェット）
- ＲＥＡＰＥＲ　デビルバスター シーズン1
- トランスフォーマー（ラチェット）
- ブラザーズ&シスターズ シーズン1
- キッドナップ
- ライブラリアン　キング・ソロモンの呪文
- ギルモア・ガールズ 第6シーズン
- LAW & ORDER: 性犯罪特捜班 シーズン7
- 女検察官アナベス・チェイス シーズン1
- ザ・ホワイトハウス7
- ボストン・リーガル シーズン2
- BONES -骨は語る- シーズン1
- シリアナ
- LAW & ORDER　ロー＆オーダー シーズン14
- シックス・フィート・アンダー シーズン3
- シックス・フィート・アンダー シーズン2
- シックス・フィート・アンダー シーズン1
- 新アウターリミッツ
- スタートレック:ディープ・スペース・ナイン シーズン4（レイトン／レイトン（可変種））
- LAW & ORDER： 性犯罪特捜班 シーズン1
- LAW & ORDER　ロー＆オーダー シーズン7
- マッド・ポリス
- 売国奴の持参金
- 刑事コロンボ'９０／迷子の兵隊
- サイキック・マーダー／透明殺人鬼の復讐
- エヴァ・ライカーの記憶
- ブラック・マーブル
- プロフェシー/恐怖の予言（ロブ）
- オーメン2/ダミアン（ポール・ブーハー）
- キラー・アンツ　蟻／リゾートホテルを襲う人喰い蟻の大群
- エアポート'77/バミューダからの脱出（チャンバース）
- 反逆のヒーロー／ジェームズ・ディーン
- マタクンベの黄金
- 人造人間クエスター（クエスター）
- １９３２年・実録連邦警察
- Ｄｒ.フランケン／蘇生実験室